# Alsóvist
Alsóvist (románul: Viștea de Jos, németül: Unterwischt) falu Romániában, Brassó megyében, Vist község központja.

## Fekvése
Fogarastól 21 km-re nyugat–délnyugatra, az Olt bal partján, az E68-as főút mentén fekszik.

## Nevének eredete
Valószínűleg szláv eredetű és 'szép hely'-et jelent. Először 1511-ben említették Also Vist, majd 1678-ban Also Vistie alakban. Román nevét 1839-ben (Gyistye-gyin-zsosz), a németet 1854-ben jegyezték fel (Unter-Wischt).

## Története
Fogarasföldi román falu volt. 1632-ben 65 jobbágy (közülük 2 halász), 11 boér (5 malmuk volt) és 4 szabados családfő, 1722-ben 105 boér- és 100 jobbágycsalád lakta. Ortodox kolostorában 1748-ban egy pap és három szerzetes élt, 1761-ben lerombolták. A falu egy része 1765 és 1851 között az orláti román határőrezredhez tartozott.
Kisvist (Viștioara) a faluhoz tartozó nyári szállásból vált külön településsé, ahol a szénamunkák idején a falusiak az éjszakákat töltötték.

## Népessége
1850-ben 1087 lakosából 1040 volt román, 34 cigány és 11 német nemzetiségű; 788 ortodox, 287 görög katolitkus és 7 evangélikus vallású.

1900-ban 1196 lakosából 1128 volt román, 39 magyar és 27 német anyanyelvű; 858 ortodox, 269 görögkatolikus, 41 római katolikus és 11 zsidó vallású. A lakosság 51%-a tudott írni-olvasni és a nem magyar anyanyelvűek 2%-a beszélt magyarul.

2002-ben 702 lakosából 612 volt román és 86 cigány nemzetiségű; 695 ortodox vallású. Kisvistnek 24 román lakosa volt.

## Látnivalók
- Ortodox (a 18–20. században görögkatolikus) temploma alaprajzából és támpilléreiből ítélve az egyik legrégebbi Fogaras vidéki templom, a szentélyrekesztő két szűk ajtajához pedig 1487-ből való párhuzam.[3] Tornyát 1819-ben emelték.
- A régi fogadó 1827-ben épült.
- Falumúzeum.

## Gazdasága
- Szarvasmarha-tenyésztés, burgonyatermesztés. Mellette az Olton vízerőmű működik.

## Híres emberek
- Innen származott Fogarasi János nyelvész családja.